# 顧師邕
顾师邕（？—835年12月24日），字睦之，唐朝官员，苏州吴县人，顾少连之子。
顾师邕性情恬约，喜读书，较少游合。中进士。官至监察御史。李训推荐他为水部员外郎、翰林学士。宦官王守澄厌恶田全操、刘行深、周元稹、薛士、似先义逸、刘英誗等人。李训、郑注乘机建议唐文宗派遣他们分别到灵盐、邠宁、泾原、夏绥、振武、凤翔去巡边，同时命翰林学士顾师邕起草诏书，下令灵盐等六道杀掉田全操等六人。甘露之变，李训失败，六道接到诏书，都未执行。大和九年（835年）十一月二十五日，仇士良等人称诛杀六人的诏书是顾师邕伪造的，将他抓到御史台监狱。十二月初一，唐文宗下令，把顾师邕流放到儋州。顾师邕走到蓝田，被赐自尽。